# Rita Barisse
Rita Barisse est une journaliste, écrivaine et traductrice britannique née le 12 juin 1917 à Berlin et morte le 25 avril 2001 dans le 1er arrondissement de Paris,,,. Elle fut la seconde épouse de l'écrivain Jean Bruller, dit Vercors.

## Biographie
Rita Barisse rencontre son futur époux lors d'un banquet du PEN Club à Copenhague en 1948, où elle représente la Grande-Bretagne. Elle se marie avec lui en 1957 et l'accompagnera par la suite dans tous ses voyages, tel à Mexico en 1962 où ils sont reçus par Dominique Éluard, la femme de Paul Éluard.
Comme journaliste, elle écrit de nombreux articles sur l'art, le théâtre et le cinéma.
Morte le 25 avril 2001, Rita Barisse a fait don de son corps à la science.

## Œuvres
Rita Barisse est célèbre pour sa collaboration aux œuvres de son mari Vercors comme la traduction et l'adaptation de Pourquoi j'ai mangé mon père de Roy Lewis, découvert par Théodore Monod, ou de Ah ! Hollywood de Christopher Hampton (1985), ainsi que la traduction en anglais de ses ouvrages : 
- Les Animaux dénaturés (Macmillan & Company (1954) ;
- Le Silence de la mer (Frederick Muller, 1957) ;
- La Liberté de décembre (G. P. Putnam's Sons, 1961) ;
- Sylva (G. P. Putnam's Sons, 1962) ;
- Quota (G. P. Putnam's Sons, 1966) ;
- La Bataille du silence (Collins, 1968).

En 1954, elle refuse de traduire l'ouvrage d'André Siegfried, Tableau des États-Unis en raison du chapitre XII de l'ouvrage traitant de la minorité juive aux États-Unis.
On lui doit aussi d'autres traductions : 
- Angélique, Marquises des anges d'Anne et Serge Golon (1959) ;
- Zao Wou-Ki de Claude Roy (1959) ;
- Souvenirs d'enfance de Marcel Pagnol (1962) ;
- Le Temps des secrets de Marcel Pagnol (1962).

Elle est l'auteure de : 
- Les Théâtres-clubs à Londres[11] ;
- Voyage en Amérique avec Vercors (1961-1962) ;
- Les Mots de Vercors, préface (2004).